# 10200 Quadri
A 10200 Quadri (ideiglenes jelöléssel 1997 NZ2) a Naprendszer kisbolygóövében található aszteroida. V. Goretti fedezte fel 1997. július 7-én.